# Cantone di Ceton
Il Cantone di Ceton è una divisione amministrativa dell'Arrondissement di Mortagne-au-Perche.
È stato costituito a seguito della riforma approvata con decreto del 25 febbraio 2014, che ha avuto attuazione dopo le elezioni dipartimentali del 2015.

## Composizione
Comprende i 28 comuni di:
- Appenai-sous-Bellême
- Bellême
- Bellou-le-Trichard
- Ceton
- La Chapelle-Souëf
- Chemilli
- Dame-Marie
- Eperrais
- Gémages
- Le Gué-de-la-Chaîne
- L'Hermitière
- Igé
- Mâle
- Origny-le-Butin
- Origny-le-Roux
- La Perrière
- Pouvrai
- La Rouge
- Saint-Agnan-sur-Erre
- Saint-Fulgent-des-Ormes
- Saint-Germain-de-la-Coudre
- Saint-Hilaire-sur-Erre
- Saint-Martin-du-Vieux-Bellême
- Saint-Ouen-de-la-Cour
- Sérigny
- Suré
- Le Theil
- Vaunoise